# Recettore H2
Il recettore H2 è un recettore dell'istamina, appartenente alla famiglia dei recettori accoppiati a proteine G (cioè positivamente accoppiati ad un'adenilato ciclasi tramite la subunità Gs), famiglia A (GPRA) (recettori rhodopsin-like). L'adenilato ciclasi produce adenosina monofosfato ciclico, che porta all'attivazione della protein-chinasi A, enzima preposto alla fosforilazione di proteine, influenzandone l'attività.
Il farmaco betazolo è un esempio di agonista dei recettori H2.

## Funzioni
L'istamina è una molecola messaggera onnipresente rilasciata da mastociti, cellule ECL e neuroni. Il recettore H2 è una proteina integrale di membrana, presente sulle cellule ossintiche gastriche, nel tessuto muscolare liscio vascolare, sui granulociti neutrofili, nel sistema nervoso centrale, nel cuore, nell'utero.
L'attivazione dei recettori H2 dà luogo alle seguenti risposte neurofisiologiche:
- Stimolazione della secrezione di acido gastrico
- Rilassamento della muscolatura liscia
- Inibizione della sintesi di anticorpi, della proliferazione di cellule T e della produzione di citochina
- Vasodilatazione[2]

Inoltre regola la motilità gastrointestinale e la secrezione intestinale e si pensa che sia coinvolto nella regolazione della crescita e della differenziazione cellulare.